# Juliet Burke
Juliet Burke – postać fikcyjna, jedna z bohaterek serialu telewizyjnego Zagubieni, grana przez amerykańską aktorkę Elizabeth Mitchell.

## Przed przybyciem na wyspę
Przed przybyciem na wyspę, doktor Juliet Burke, mieszkała w Miami, niedaleko swojej chorej na raka siostry, Rachel. Prowadziła badania nad płodnością, aby pomóc swojej siostrze, która nie mogła zajść w ciążę. Badania w końcu przyniosły oczekiwany skutek - Rachel udało się zajść w ciążę. Niedługo potem doktor Richard Alpert składa Juliet ofertę pracy w Mittelos. Ta żartobliwie odpowiada, iż mogłaby ją przyjąć gdyby jej były mąż Edmund "wpadł pod autobus". Wkrótce w dziwnym zbiegu okoliczności Edmund ginie potrącony przez autobus. Do kostnicy, w której leżało ciało Edmuna, przybywa Alpert wraz z Ethanem Romem, aby ponowić prośbę o przyjęcie ich oferty pracy. Tym razem Juliet zgadza się. Jak jednak okaże się później - miejscem, w którym ma pracować nie jest Portland, a tajemnicza wyspa, na którą można dostać się tylko łodzią podwodną.

## Po przybyciu na wyspę

### Przed spotkaniem z rozbitkami
Na wyspę Juliet trafia prawdopodobnie 5 bądź 22 września 2001 roku, a więc na 3 lata przed katastrofą. Po wyjściu z łodzi podwodnej zostaje przywitana przez Bena. Pracuje nad badaniem płodności kobiet. Okazuje się, że żadna z ciężarnych kobiet nie jest w stanie przeżyć na tej wyspie. Tymczasem Juliet zbliża się do Goodwina. Jej półroczne badania nie przynoszą jednak większych rezultatów, ale Ben oznajmia, że nie opuści ona wyspy "dopóki nie wykona pracy". Juliet pragnie wrócić do swojej chorej siostry - Rachel. Ben mówi, że miała ona nawrót choroby i umrze zanim Juliet zdąży wrócić. Jednakże, obiecuje on, że jeśli Juliet zostanie na wyspie to pomoże on wyleczyć jej siostrę z nowotworu. Oznajmia jej też, że na wyspie nikt nie może zachorować. Przypadkowo spostrzega jednak rentgenowskie zdjęcie kręgosłupa Bena. Widać na nim nowotworowego guza. Odkrywa, że tym samym Ben okłamał ją na temat leczniczych właściwości wyspy. Po tym po raz kolejny z płaczem pyta Benjamina czy może opuścić wyspę i wrócić do umierającej siostry i jej małego dziecka. Ten znowu odmawia.
Stosunki pomiędzy Juliet a Benem ulegają pogorszeniu. Nie traktuje już go z taki szacunkiem i respektem jak reszta grupy Innych. W dzień katastrofy przygotowuje, a następnie uczestniczy w spotkaniu kółka książkowego w swoim domu. W czasie gdy omawiają jej ulubioną książkę "Carrie" Stephena Kinga na wyspie rozbija się samolot. Wybiega z domu i wraz z innymi obserwuje katastrofę. Widzi rozdzielający się w powietrzu na dwie części wrak maszyny. Po tym jak Ben wysyła Ethana i Goodwina do inwigilacji rozbitków, on sam zabiera ją do stacji Płomień. Spotyka tam Mikhaila Bakunina zbierającego informację o pasażerach feralnego lotu. W stacji za pośrednictwem łącza satelitarnego z Ameryką Północną może przez chwilkę obserwować swoją siostrę i jej dwuletniego synka w "Parku Arkadia" (prawdopodobnie w Miami). Z drugiej strony łącze obsługuje Richard Alpert. Widząc rodzinę Juliet znów prosi Bena o wypuszczenie jej z wyspy, ale ten znów odmawia.
Towarzyszy Benowi w stacji Perła w październiku. Oglądają rozbitków na monitorze, rozmawiają o sprowadzeniu Jacka do zoperowania kręgosłupa Bena. Nie wiedzą oni jednak, że ich rozmowę podsłuchał ukryty w łazience Paulo.

### Po spotkaniu z rozbitkami
Nie wiemy co robiła Juliet od czasu katastrofy do spotkania z rozbitkami, ani jak zareagowała na śmierć ukochanego Goodwina. Prawdopodobnie zajmowała się Claire w czasie jej porwania, pomagając jej donosić ciążę. Jednak film tego nie pokazuje. 69 dni po katastrofie przedstawia się Jackowi w czasie jego internowania w stacji Hydra. Zadaje mu pytania i nakłania do zawarcia porozumienia, podaje mu także posiłek. Kiedy otwiera drzwi do celi Jacka, ten zatrzymuje ją jako zakładnika. Ben obserwuje wydarzenia, ale nie reaguje na kłopotliwe położenie Juliet. Kiedy Jack otwiera właz i woda zalewa pomieszczenia podwodnej stacji, Ben ucieka zamykając za sobą wodoszczelne grodzie. Juliet opanowuje jednak sytuację, spuszczając wodę za pomocą specjalnego przycisku, bije Jacka do nieprzytomności i powtórnie umieszcza go w celi. Później ujawnia, że wie dużo o jego dotychczasowym życiu, pokazując mu przy tym akta, w których zgromadzono dotyczące go materiały. Juliet próbuje zyskać zaufanie Jacka. Za to na osobności zostaje pochwalona przez Bena, staje się oczywiste, że łączy ich jakaś więź. Ben twierdzi, że podobieństwo Juliet do byłej żony Jacka - Sarah Shephard, może pomóc jej w zdobyciu zaufania mężczyzny i manipulowaniu jego uczuciami.
Kiedy Sawyer próbuje uciec, Juliet łapie go. Później pilnuje go pracującego wraz Kate w kamieniołomach. Trzyma Kate na muszce, gdy Sawyer buntuje się. Równocześnie Juliet nadal zajmuje się opieką nad Jackiem w stacji Hydra. Ich wzajemne relacje zaczynają się polepszać. Jack wykorzystuje to, aby wypytać się o Bena - domniemanego przywódcę Innych. Juliet odpowiada, że decyzję podejmuje wspólnie z Benem.
Prawdopodobnie pod wpływem słów Jacka, Juliet przeciwstawia się Benowi i zabiera Jacka na operację Coleen Pickett, która została postrzelona przez Sun w brzuch. Juliet panikuje, twierdzi, że nie jest chirurgiem tylko ginekologiem i sama nie może podjąć się tak trudnej operacji. Niestety nie udaje im się uratować życia Coleen. W trakcie zabiegu Jack wypytuje Juliet o zdjęcie rentgenowskie, sugeruje, że zostało ono zrobione czterdziestoletniemu mężczyźnie potrzebującemu operacji kręgosłupa. Jack domyśla się, że dlatego został porwany przez Innych, Juliet nic nie odpowiada.
Na pogrzebie Coleen, Ben pyta Juliet czy pokazywała Jackowi jego zdjęcie rentgenowskie. Ona odpowiada, że nie mówiła czyje ono jest, aczkolwiek Jack się tego domyśla. Juliet ponownie odwiedza Jacka w celi. Mówi mu o zaletach Bena i próbuje nakłonić go do udzielenia mu pomocy. Równocześnie wyświetla mu film, na którym sugeruje, aby Jack w czasie operacji "przypadkowo" uśmiercił Bena, twierdząc, że jest on niebezpiecznym człowiekiem i kilku Innych chce jego śmierci.
Następnego dnia, Juliet przyprowadza Kate do stacji Hydra. Ma ona nakłonić Jacka do zoperowania Bena. W przeciwnym razie Danny Pickett ma zabić Sawyera. Argumenty Kate nie przemawiają do Jacka. Jednakże później widzi on na monitorze jak Kate uprawia seks z Sawyerem w klatce dla niedźwiedzi. Chirurg zgadza się na operację, Ben oferuje mu prawdopodobnie możliwość powrotu do domu po zakończeniu operacji. W trakcie operacji Jack robi Benowi nacięcie na nerce, w ten sposób szantażuje Innych, mówiąc, że nie naprawi błędu, jeśli nie pozwolą Sawyerowi i Kate odejść. Żąda krótkofalówki, dzięki której mógłby się z nimi skontaktować. Po jej otrzymaniu, mówi Sawyerowi, że mają godzinę na ucieczkę, później Inni mogą rozpocząć pościg z nimi. Gdy znajdą się już w bezpiecznym miejscu nakazuje Kate powtórzyć mu "historię", którą opowiedział jej pierwszego dnia pobytu na wyspie. Juliet obserwuje tę scenę z chirurgiczną maską na twarzy. Nie wiemy, czy jest zadowolona czy przestraszona.
Juliet odkrywa jednak zagranie Jacka, nakazuje Innym złapać Kate i Sawyera, a nawet ich zabić jeśli będzie to konieczne. Podczas operacji Ben przebudza się, chce porozmawiać z Juliet sam na sam. Składa jej obietnicę, że jak ona daruje mu życie i pomoże uciec z wyspy Kate i Sawyerowi, to on pozwoli jej powrócić do domu. Dlatego też cofa swój rozkaz i nakazuje puścić wolno zbiegów. Używa systemu obserwacyjnego, aby znaleźć ich lokalizacje. Zauważa, że Alex jest z nimi i próbuje im pomóc w ucieczce. Juliet rusza za nimi. Na jej drodze staje Danny Pickett, mimo wszystko nie chce się zgodzić na uwolnienie zakładników. Twierdzi, że Ben wolałby umrzeć niż ich wypuścić. Nie daje za wygraną i celuje z broni do Kate i Sawyera. W rezultacie Juliet zabija go i pozwala Kate, Sawyerowi oraz Karlowi (chłopakowi Alex) opuścić wysepkę i wrócić do rozbitków. Jednakże zatrzymuje Alex siłą nie pozwalając jej wsiąść do łodzi. Poleca także Kate opowiedzieć Jackowi "historię", która miała być potwierdzeniem ich bezpieczeństwa. Później Juliet zwierza się Jackowi, że za uratowanie Benowi życia i pomoc w ucieczce przyjaciół Jacka, ten obiecał jej możliwość powrotu do domu. Wyjawia mu także, że przebywa na wyspie już od 3 lat, 2 miesięcy i 28 dni.
Juliet zostaje zaaresztowana przez Innych i uwięziona w stacji Hydra, Jack zostaje przeniesiony do dawnej klatki Sawyera. Tam odwiedza go i namawia do pomocy w opiece nad Benem (jego rana została zainfekowana). Mężczyzna odmawia. Później, Jack i Tom są wezwani do Isabel na przesłuchanie. Jack oświadcza, że kłamał jakoby Juliet namawiała go do zabicia Bena. Isabel wykrywa jednak kłamstwo i skazuje Juliet na śmierć. Jack postanawia pomóc Benowi w zamian za ocalenie życia Juliet. Kobieta zostaje jedynie napiętnowana (blizna na plecach). Jack leczy jej ranę (wtedy prawdopodobnie rodzi się między nimi uczucie). Wieczorem wraz z całą grupą Innych odpływają z wyspy do miejsca nazywanego przez Bena "domem".
Okazuje się powracają do baraków, które stanowią obóz Innych. Juliet i Jack przygotowują się do opuszczenia wyspy łodzią podwodną (oboje mają to obiecane przez Bena). Jednakże godzinę przed planowanym odpłynięciem pojawia się ekipa ratunkowa (John Locke, Sayid i Kate) mająca na celu odbicie Jacka z rąk Innych. Nie wiedzą oni, że Jack ma opuścić wyspę. John Locke wysadza w powietrze łódź podwodną za pomocą ładunków C-4 ze stacji Płomień. Tym samym marzenia Juliet i Jacka o opuszczeniu wyspy stają się nierealne.

### Wśród rozbitków
Godzinę później Ben rozmawia z Juliet o tym jak oszukać Kate, Jacka i resztę rozbitków po tym jak przygarną ją do swojego grona. Ma pozostawać z nimi przez tydzień i pomóc Claire w kryzysowej sytuacji. Nieznane są dokładne motywy działania Juliet. Nie wiemy czy współpracuje ona z Innymi czy też chce ich przechytrzyć zdobywając tym samym zaufanie Jacka.
Po eksplozji łodzi podwodnej, Juliet zostaje wysłana przez Bena do inwigilacji rozbitków na plaży. Udaje, że została zagazowana i porzucona przez Innych podobnie jak Kate, Jack i Sayid. Zostaje skuta kajdankami z Kate. Obie zostają porzucone w lesie w pobliżu baraków. Juliet udaje zaskoczoną całą sytuacją. Nie może zrozumieć dlaczego ludzie, z którymi żyła trzy lata nagle ją porzucili. Kate zastanawia się nad powrotem do wioski rozbitków po przyjaciół. Jednak Juliet próbuje ją odwieźć od tego pomysłu. Dodatkowo wyrzuca jej, że przybywając do obozowiska Innych zmarnowała szansę Jacka na odpłynięcie z wyspy do domu. Między kobietami dochodzi do bojki. Kate niefortunnie powoduje zwichnięcie ramienia Juliet. w tej samej chwili słyszą odgłosy zbliżającego się potwora. Ukrywają się przed nim między konarami drzew. Juliet sprawia wrażenie jakby nie wiedziała nic o tym dziwnym dymnym potworze. Noc spędzają ukryte między konarami. Nazajutrz Kate przeprasza Juliet za zwichnięte ramię, Juliet wybacza jej i prosi o pomoc przy nastawieniu kończyny. Juliet tłumaczy kate, iż Jack nie chciał, aby po niego wracała, ponieważ złamała mu serce, gdy widział jak kochała się z Sawyerem w klatce dla niedźwiedzi. Wspólnie ruszają w dalszą podróż. Znowu słyszą dźwięk zbliżającego się potwora, w tej samej chwili docierają też do ogrodzenia z polem magnetycznym. Kate boi się przejść, choć Juliet twierdzi, że ogrodzenie jest wyłączone. Trzyma Juliet mocno za rękę tym samym uniemożliwiając jej przekroczenie bariery. Wtedy Juliet wyciąga kluczyki od kajdanek i rozkuwa Kate. Sama bezpiecznie przechodząc na drugą stronę ogrodzenia. Widząc to Kate szybko do niej dołącza. następnie Juliet szybko aktywuje zabezpieczenie wprowadzając specjalny kod na klawiaturze jednego ze słupów. Potwór zostaje zatrzymany po przeciwnej stronie bariery. Juliet nadal utrzymuje, że nie wie nic o potworze. Twierdzi też, że nie wspomniała o kluczyku do kajdanek ponieważ nie chciała zostać sama w dżungli. Ostatecznie obie wracają do opustoszałej wioski Innych. Odnajdują tam Jacka i Sayida. Jack decyduje, że skoro Inni porzucili Juliet podobnie jak ich, oznacza to, że wykluczyli ją ze swojej społeczności i powinna wrócić z rozbitkami na plażę.